# Sergueï Tchaplyguine
Pour les articles homonymes, voir Tchaplyguine.
Sergueï Alekseïevitch Tchaplyguine (en russe : Сергей Алексеевич Чаплыгин ; ISO 9 : Sergej Alekseevič Čaplygin), né le 24 mars 1869 (5 avril dans le calendrier grégorien) à Ranenbourg (oblast de Lipetsk) et mort le 8 octobre 1942 à Novossibirsk, est un aérodynamicien russe/soviétique.

## Biographie
Il effectue ses études secondaires à partir de 1877 au lycée de Voronej, puis à partir de 1886 étudie à l'Université d'État de Moscou. Tchaplyguine est un élève du professeur Nikolaï Joukovski et l'un des fondateurs du célèbre bureau d'études TsAGI. Il y occupe une chaire et en devient le directeur scientifique après la mort de Joukovski.
Les travaux réalisés par Tchaplyguine en 1902 (thèse de doctorat) sur les écoulements gazeux constituent l'une des bases fondamentales de la recherche en matière de dynamique des gaz. Ses expériences sur les écoulements aux vitesses subsoniques élevées trouvent leur confirmation dans les années 1930 par leur application sur les nouveaux avions dont la vitesse augmente rapidement. Il étudie en particulier les voilures et introduit de nouvelles méthodes de calcul mathématique.

## Distinctions
Depuis 1929, il est membre de l'Académie des sciences de Russie. Peu avant sa mort, il est distingué en 1941 par le titre de Héros du travail socialiste.
Sa ville natale de Ranenbourg est rebaptisée Tchaplyguine en son honneur en 1948.